# 26 Андромеды
26 Андромеды (лат. 26 Andromedae, HD 1438) — двойная звезда в созвездии Андромеды на расстоянии приблизительно 610 световых лет (около 187 парсеков) от Солнца. Возраст звезды определён как около 95 млн лет.

## Характеристики
Первый компонент (HD 1438A) — бело-голубая звезда спектрального класса B8V. Видимая звёздная величина звезды — +6,1m. Масса — около 3,54 солнечных, радиус — около 3,76 солнечных, светимость — около 219 солнечных. Эффективная температура — около 11939 K.
Второй компонент (HD 1438B) — жёлто-белая звезда спектрального класса F3V. Видимая звёздная величина звезды — +9,7m. Радиус — около 0,96 солнечного, светимость — около 1,52 солнечной. Эффективная температура — около 6553 K. Удалён на 6,2 угловых секунд.